# Diện tích và số dân các nước châu Âu

## Danh sách các quốc gia và lãnh thổ châu Âu theomật độ dân số
Hai nước Nga và Thổ Nhĩ Kỳ được xếp vào bảng này, mặc dù chúng chỉ là một phần nhỏ của Châu Âu. Armenia cũng được tính, cho dù hiện nay chúng nằm trong vùng Trung Á. Các quốc gia châu Á như Azerbaijan, Georgia, và Kazakhstan có thể được xem như phần nhỏ của châu Âu.
Serbia và Montenegro được xếp hạng trong danh sách này đã tách làm 2 quốc gia, tuy vậy thời điểm làm  danh sách này thì Serbia và Montenegro vẫn là một quốc gia.
Đảo Sip là một phần của khu vực Tây Á. Nó được xem là một quốc gia có chủ quyền, mặc dù hiện tại được chia thành 2 cộng đồng lớn giữa người Hi Lạp và cộng đồng quốc tế công nhận Cộng hòa Sip và "Cộng hòa Bắc đảo Sip gốc Thổ Nhĩ Kỳ", được Thổ Nhĩ Kỳ công nhận.
| quốc gia             | mật độ dân số | diện tích  | dân số                        |
|                      | (/km²)        | (km²)      | (2002-07-01 est.)             |
| -------------------- | ------------- | ---------- | ----------------------------- |
| Monaco               | 16.000        | 2          | 31.987                        |
| Gibraltar (Anh)      | 5.000         | 6          | 27.714                        |
| Vatican              | 2.000         | 0.44       | 900                           |
| Malta                | 1.260         | 316        | 397.499                       |
| Guernsey (Anh)       | 830           | 78         | 64.587                        |
| Jersey (Anh)         | 774           | 116        | 89.775                        |
| San Marino           | 455           | 61         | 27.730                        |
| Hà Lan               | 393           | 41.526     | tháng 7 năm 2006 (16,491,461) |
| Bỉ                   | 337           | 30.510     | 10.274.595                    |
| Anh                  | 244           | 244.820    | 59.778.002                    |
| Đức                  | 233           | 357.021    | 83.251.851                    |
| Liechtenstein        | 205           | 160        | 32.842                        |
| Ý                    | 192           | 301.230    | 59.715.625                    |
| Thụy Sĩ              | 177           | 41.290     | 7.301.994                     |
| Luxembourg           | 173           | 2.586      | 448.569                       |
| Andorra              | 146           | 468        | 68.403                        |
| Moldova              | 131           | 33.843     | 4.434.547                     |
| Czech                | 130           | 78.866     | 10.256.760                    |
| Đảo Man (Anh)        | 129           | 572        | 73.873                        |
| Đan Mạch             | 125           | 43.094     | 5.368.854                     |
| Ba Lan               | 124           | 312.685    | 38.625.478                    |
| Albania              | 123           | 28.748     | 3.544.841                     |
| Armenia              | 112           | 29.800     | 3.330.099                     |
| Slovakia             | 111           | 48.845     | 5.422.366                     |
| Serbia               | 110           | 88.361     | 9.780.000                     |
| Pháp                 | 109           | 547.030    | 59.765.983                    |
| Bồ Đào Nha           | 109           | 92.391     | 10.084.245                    |
| Azerbaijan           | 109           | 86.600     | 9.493.600                     |
| Hungary              | 108           | 93.030     | 10.075.034                    |
| Áo                   | 97            | 83.858     | 8.169.929                     |
| Slovenia             | 95            | 20.273     | 1.932.917                     |
| România              | 94            | 238.391    | 22.303.552                    |
| Thổ Nhĩ Kỳ           | 86            | 780.580    | 67.308.928                    |
| Cộng hòa Síp         | 83            | 9.250      | 767.314                       |
| Macedonia            | 81            | 25.333     | 2.054.800                     |
| Hy Lạp               | 81            | 131.940    | 10.645.343                    |
| Ukraina              | 80            | 603.700    | 48.396.470                    |
| Tây Ban Nha          | 79            | 504.782    | 40.077.100                    |
| Croatia              | 78            | 56.542     | 4.390.751                     |
| Bosna và Hercegovina | 78            | 51.129     | 3.964.388                     |
| Gruzia               | 71            | 69.700     | 4.960.951                     |
| Bulgaria             | 69            | 110.910    | 7.621.337                     |
| Ireland              | 60            | 70.280     | 4.234.925                     |
| Litva                | 55            | 65.200     | 3.601.138                     |
| Belarus              | 50            | 207.600    | 10.335.382                    |
| Latvia               | 37            | 64.589     | 2.366.515                     |
| Montenegro           | 36            | 13.812     | 500.000                       |
| Faroe (Denm.)        | 33            | 1.399      | 46.011                        |
| Estonia              | 31            | 45.226     | 1.415.681                     |
| Thụy Điển            | 20            | 449.964    | 8.876.744                     |
| Phần Lan             | 15            | 337.030    | 5.183.545                     |
| Na Uy                | 14            | 324.220    | 4.525.116                     |
| Nga                  | 8.5           | 17.075.200 | 144.978.573                   |
| Iceland              | 2.7           | 103.000    | 279.384                       |
| Svalbard (Norw.)     | 0.05          | 62.049     | 2.868                         |

## Diện tích
| Hạng | Quốc gia                                 | Diện tích (km²) |
| ---- | ---------------------------------------- | --------------- |
| 1    | Nga                                      | 17.075.200      |
| 2    | Greenland                                | 2.166.086       |
| 3    | Thổ Nhĩ Kỳ                               | 780.580         |
| 4    | Ukraine                                  | 603.700         |
| 5    | Pháp                                     | 547.030         |
| 6    | Tây Ban Nha                              | 504.782         |
| 7    | Thụy Điển                                | 449.964         |
| 8    | Đức                                      | 357.021         |
| 9    | Phần Lan                                 | 337.030         |
| 10   | Na Uy                                    | 324.220         |
| 11   | Ba Lan                                   | 312.685         |
| 12   | Ý                                        | 301.230         |
| 13   | Anh                                      | 244.820         |
| 14   | Romania                                  | 237.500         |
| 15   | Belarus                                  | 207.600         |
| 16   | Hy Lạp                                   | 131.940         |
| 17   | Bulgaria                                 | 110.910         |
| 18   | Iceland                                  | 103.000         |
| 19   | Serbia and Montenegro                    | 102.350         |
| 20   | Hungary                                  | 93.030          |
| 21   | Bồ Đào Nha                               | 92.391          |
| 22   | Áo                                       | 83.858          |
| 23   | Czech                                    | 78.866          |
| 24   | Ireland                                  | 70.280          |
| 25   | Litva                                    | 65.200          |
| 26   | Latvia                                   | 64.589          |
| 27   | Croatia                                  | 56.542          |
| 28   | Bosna và Hercegovina                     | 51.129          |
| 29   | Slovakia                                 | 48.845          |
| 30   | Estonia                                  | 45.226          |
| 31   | Đan Mạch                                 | 43.094          |
| 32   | Hà Lan                                   | 41.526          |
| 33   | Thụy Sĩ                                  | 41.290          |
| 34   | Moldova                                  | 33.843          |
| 35   | Bỉ                                       | 30.510          |
| 36   | Albania                                  | 28.748          |
| 37   | Macedonia                                | 25.333          |
| 38   | Slovenia                                 | 20.273          |
| 39   | Cyprus                                   | 9.250           |
| 40   | Luxembourg                               | 2.586           |
| 41   | quần đảo Faroe                           | 1.399           |
| 42   | Andorra                                  | 468             |
| 43   | Malta                                    | 316             |
| 44   | Liechtenstein                            | 160             |
| 45   | San Marino                               | 61              |
| 46   | Monaco                                   | 2               |
| 47   | Vatican                                  | 0.44            |
|      |                                          |                 |
|      | Trung bình'                              | 551.622         |
|      | Trung bình (không tính Nga và Greenland) | 148.555         |
|      | Median                                   | 70.280          |

## Ngôn ngữ ở châu Âu
Danh sách 10 ngôn ngữ được nói nhiều nhất (tiếng mẹ đẻ) ở châu Âu.
1. tiếng Nga trên 100 000 000 (ở Nga, Ukraina và Belarus)
2. tiếng Đức 98 000 000 (ở Đức, Áo và Thụy Sĩ)
3. tiếng Pháp 66 000 000 (ở Pháp, Bỉ và Thụy Sĩ)
4. tiếng Anh 65 000 000 (ở Anh và Ireland)
5. tiếng Ý 58 000 000 (ở Ý)
6. tiếng Tây Ban Nha 44 000 000 (ở Tây Ban Nha)
7. tiếng Ba Lan 39 000 000 (ở Ba Lan)
8. tiếng Ukraina 39 000 000 (ở Ukraina)
9. tiếng Rumani 24 000 000 (ở Rumani và Moldova)
10. tiếng Hà Lan 22 000 000 (ở Hà Lan và Bỉ);